# Class Mob
Class Mob este o companie de retail de mobilă din România.
Class Mob a fost divizia de mobilă de lux a grupului Mobexpert, până în 2006 când a fost preluată de Camelia Șucu, fosta soție a lui Dan Șucu, președintele grupului Mobexpert.
Număr de angajați în 2006: 30
Cifra de afaceri:
- 2008: 6 milioane euro[1]
- 2006: 14,8 milioane lei[2]
- 2005: 13,7 milioane lei[2]